# Яблочкин, Дмитрий Михайлович
Дми́трий Миха́йлович Я́блочкин (2 [15] мая 1910 года — 16 октября 1982 года) — участник Великой Отечественной войны, командир отделения 10-го гвардейского отдельного батальона минёров 5-й отдельной инженерной бригады специального назначения Калининского фронта, Герой Советского Союза.

## Биография
Родился 2 (15) мая 1910 года в селе Верхний Икорец (ныне Бобровского района Воронежской области) в семье служащего. Русский.
В 1933 году окончил лесной техникум в посёлке Хреновое Бобровского района Воронежской области. Работал с 1928 года в лесничестве на родине.
В Красной Армии с 1941 года. Участник Великой Отечественной войны с июня 1941 года. Сражался на Калининском и 1-м Прибалтийском фронтах. Член ВКП(б)/КПСС с 1943 года.
Командир отделения 10-го гвардейского отдельного батальона минёров (5-я отдельная инженерная бригада специального назначения, Калининский фронт) гвардии старший сержант Дмитрий Яблочкин особо отличился в боях на территории Лиозненского района Витебской области Белоруссии.
В начале мая 1943 года гвардии старший сержант Яблочкин, возглавляя группу из 4-х минёров-парашютистов, был заброшен во вражеский тыл для диверсионной работы на участке железной дороги Витебск — Смоленск и сбора разведывательных данных.
Группа гвардии старшего сержанта Яблочкина разведала оборонительный рубеж неприятеля, полевой аэродром, артиллерийский склад и другие объекты, которые были уничтожены советской авиацией. Проникнув в расположение гарнизона противника, Яблочкин заминировал 2 автомашины, забрал из них сумку с документами. Результаты разведки были переданы по эфиру.
16 мая 1943 года на перегоне Заболотинка — Крынки группой Яблочкина был подорван эшелон противника в 28 вагонов, гружённый боеприпасами и продовольствием. В результате был разбит паровоз, 5 вагонов, 8 вагонов повреждено.
20 мая 1943 года на железной дороге Витебск — Орша был взорван резервный паровоз. 22 мая группа Яблочкина взорвала эшелон противника в 32 вагона, в результате чего были разбиты паровоз, 10 вагонов и 2 платформы.
23 мая 1943 года на автостраде Витебск — Смоленск Яблочкин взорвал 2 телефонно-телеграфных линии в 6 проводов в каждой.
В июне 1943 года во время разведывательного выхода Яблочкин был окружён немцами, в перестрелке уничтожил свыше 10 человек, но сам был тяжело ранен и захвачен в плен. Немцы решили тут же его расстрелять, офицер в упор произвёл выстрел в голову. Пуля прошла вскользь и Яблочкин выжил. Тогда немцы стали добивать его прикладами, размозжили голову, спину искололи штыком, считая убитым, срезали знак «Гвардия СССР», раздели, разули и бросили под дерево.
Через 10 часов Яблочкин пришёл в себя. Имея 9 ран, истекая кровью, превозмогая боль и голод, он только через 2 месяца нашёл в лесу свою группу гвардейцев, влившуюся в состав местного партизанского отряда. За это время Яблочкину пришлось с тяжёлыми ранениями много дней лежать замаскированным в болотных кустах. Кругом находился враг, немцы несколько раз проходили буквально в двух метрах, но Яблочкин так и не выдал себя.
66 дней гвардии старший сержант Яблочкин, будучи тяжелораненым, прожил в окружении немцев. 23 августа 1943 года после почти 4-месячного пребывания в тылу врага, он на самолёте был вывезен на «Большую землю».
Указом Президиума Верховного Совета СССР от 4 июня 1944 года за образцовое выполнение боевых заданий командования на фронте борьбы с немецко-фашистскими захватчиками и проявленные при этом мужество и героизм гвардии старшему сержанту Яблочкину Дмитрию Михайловичу присвоено звание Героя Советского Союза с вручением ордена Ленина и медали «Золотая Звезда» (№ 3746).
С 1945 года младший лейтенант Яблочкин — в запасе. Жил в городе Боброве Воронежской области. До 1970 года работал в лесхозе. Скончался 16 октября 1982 года.

## Память
- В городе Боброве Воронежской области установлен бюст.

## Награды
- Медаль «Золотая Звезда» Героя Советского Союза № 3746;
- орден Ленина;
- орден Отечественной войны II степени;
- орден Красной Звезды;
- медали, в том числе:
  - медаль «За победу над Германией в Великой Отечественной войне 1941—1945 гг.»;
  - юбилейная медаль «Двадцать лет Победы в Великой Отечественной войне 1941—1945 гг.»;
  - юбилейная медаль «Тридцать лет Победы в Великой Отечественной войне 1941—1945 гг.».